# بودیونووتس
بودیونووتس (به لاتین: Budyonnovets) یک منطقهٔ مسکونی در روسیه است که در باشقیرستان واقع شده‌است.